# Pomnik Żołnierzy Niezłomnych
Pomnik Żołnierzy Niezłomnych – pomnik we Wrocławiu, na skwerze u zbiegu ulic Borowskiej, Glinianej i Dyrekcyjnej w dzielnicy Huby poświęcony żołnierzom wyklętym. Zaprojektowany i wykonany został przez Tomasza i Konrada Urbanowiczów, odsłonięto go 8 maja 2024 r.

## Pomnik
Koncepcja pomnika wyłoniona została w dwuetapowym międzynarodowym konkursie architektoniczno-rzeźbiarskim. Sąd konkursowy, składający się z kilkunastu specjalistów, w uzasadnieniu wyniku zwrócił uwagę na znakomite wykorzystanie szlachetnego szkła artystycznego i gry światła, zarówno w dzień, jak i po zmroku, co umożliwiają struktura materiału oraz precyzyjnie dobrana iluminacja.
Ostateczna decyzja o budowie zapadła w roku 2021. Pomnik stanowi dziewięć szklanych brył, w których znajdują się postacie żołnierzy. Symbolizują pokolenie, któremu nie dane było żyć w wolnej Polsce. Figury żołnierzy wykonane zostały w skali 1:1 na podstawie zdjęć z epoki. Napis na pomniku informuje, że poświęcony jest on „Żołnierzom Niezłomnym”, zamieszczono również emblematy Armii Krajowej, organizacji Wolność i Niezawisłość, Narodowych Sił Zbrojnych i Organizacji Wojskowej – Związek Jaszczurczy.
Odsłonięcia pomnika dokonano 8 maja, w rocznicę zakończenia II wojny światowej o godzinie 21:00, a dokonała go major Wanda Kiałka, żołnierka Armii Krajowej, sanitariuszka 5 wileńskiej brygady AK, prześladowana i więziona przez NKWD. Pomnik budził zastrzeżenia już od fazy projektu, ostrzegano, że stanie się miejscem spotkań organizacji skrajnie prawicowych i był powodem licznych dyskusji i polemik. Ostatecznie, wbrew protestom wielu środowisk, zapadła decyzja o jego budowie. Idea powstania pomnika połączyła różne środowiska, osoby i organizacje. Po zrealizowaniu koncepcji konkursowej wraz z całościowym zagospodarowaniem terenu pomnik spotkał się z pozytywnym odbiorem między innymi przedstawicieli Związku Żołnierzy Armii Krajowej, Instytutu Pamięci Narodowej oraz rodzin kombatantów.
Pomnik – zgodnie z ideą twórców – przedstawia symbolicznie grupę bohaterów, wprowadzając jednocześnie współczesne dzieło artystyczne do przestrzeni miejskiej, poruszając wyobraźnię, ukazując szacunek i oddając cześć bohaterom, a także zachęcając młode pokolenie do odkrywania i poznawania historii.
Budowę pomnika dofinansowano z dotacji Ministerstwa Kultury i Dziedzictwa Narodowego.